# Miles Teller
Miles Alexander Teller (Downingtown, 20 de fevereiro de 1987) é um ator norte-americano. É mais conhecido por seus papéis em Divergente (2014) como Peter, Spiderhead (2022) como Jeff, ao lado de Chris Hemsworth em um suspense distópico e fez parte da continuação de Top Gun, como Rooster Bradshaw, ao lado de Tom Cruise, Top Gun: Maverick. Atuou também no premiado filme Whiplash: Em Busca da Perfeição (2014) e na comédia romântica O Maravilhoso Agora (2013) ao lado de Shailene Woodley.

## Filmografia
| Ano  | Filme                           | Papel                            | Notas                    |
| ---- | ------------------------------- | -------------------------------- | ------------------------ |
| 2004 | Moonlighters                    | Miles                            | Curta-metragem           |
| 2007 | A Very Specific Recipe          | Lee                              | Curta-metragem           |
| 2008 | The Musicians                   | Miguel                           | Curta-metragem           |
| 2009 | The Unusuals                    | James Boorland                   | Episódio: "Boorland Day" |
| 2010 | The Track Meet                  | Andrew                           | Curta-metragem           |
| 2010 | Rabbit Hole                     | Jason                            |                          |
| 2011 | Footloose                       | Willard                          |                          |
| 2012 | Project X                       | Ele mesmo                        |                          |
| 2013 | 21 & Over                       | Miller                           | Protagonista             |
| 2013 | The Spectacular Now             | Sutter Keeley                    | Protagonista             |
| 2014 | That Awkward Moment             | Daniel                           | Protagonista             |
| 2014 | Divergent                       | Peter Hayes                      |                          |
| 2014 | Whiplash                        | Andrew Neiman                    | Protagonista             |
| 2014 | Two Night Stand                 | Alec                             | Protagonista             |
| 2015 | Get a Job                       | Will Davis                       | Protagonista             |
| 2015 | Fantastic Four                  | Reed Richards / Mister Fantastic | Protagonista             |
| 2015 | The Divergent Series: Insurgent | Peter Hayes                      |                          |
| 2015 | Bleed for This                  | Vinny Pazienza                   | Protagonista             |
| 2016 | The Divergent Series: Allegiant | Peter Hayes                      |                          |
| 2016 | War Dogs                        | David Packouz                    | Protagonista             |
| 2017 | Only the brave                  | Brendan Mcdonough                | Protagonista             |
| 2022 | Top Gun: Maverick               | Bradley "Rooster" Bradshaw       |                          |
| 2022 | Spiderhead                      | Jeff                             | [ 9 ] [ 10 ]             |

2024 The Gorge         Levi.              Protagonista